# فيلكي شاريش
فيلكي شاريش (بالإنجليزية: Veľký Šariš)‏ هي بلدة و municipality of Slovakia تقع في سلوفاكيا في Prešov District.[بحاجة لمصدر] يقدر عدد سكانها بـ 5,292 نسمة .